# Gaspare Mattei
Gaspare Mattei (Roma, 1598 - Roma, 9 de abril de 1650) foi um cardeal do século XVII

## Biografia
Nasceu em Roma em 1598. Filho mais velho de Mario Mattei, duque de Paganica, e Prudenzia Cenci. Parente do Papa Paulo V. Sobrinho do cardeal Tiberio Cenci (1645), por parte de mãe. Seu primeiro nome também está listado como Gaspare.
Estudou no Archgymnasium de Roma, onde obteve o doutorado em direito..
Sendo o filho mais velho, seus pais esperavam que ele se casasse com uma jovem por quem estava apaixonado. Mas, abandonando a perspectiva do casamento, tornou-se prelado papal no pontificado do Papa Paulo V. Referendário dos Tribunais da Assinatura Apostólica de Justiça e da Graça. Governador de San Severino, 29 de dezembro de 1621. Comissário apostólico em Forlì, 1629. Vice-legado em Urbino, 14 de fevereiro de 1632. Governador de Perugia, 29 de janeiro de 1636. Comissário geral da Romanha..
Eleito arcebispo titular de Atena, com dispensa por ainda não ter recebido as sagradas ordens seis meses antes, 5 de setembro de 1639. Consagrado, 30 de outubro de 1639, capela da corte, Viena, pelo cardeal Ernest Adalbert von Harrach, arcebispo de Praga, assistido por Philipp Friedrich von Breuner, bispo de Viena, por György Lippay, bispo de Veszprém, por Johannes Bartholomaus Kobold, bispo titular de Lampsaco, e por Johannes Walderfinger, bispo titular de Germaniciana. Núncio na Áustria, 1639-1643..
Criado cardeal sacerdote no consistório de 13 de julho de 1643; recebeu o gorro vermelho e o título de S. Pancrazio, em 14 de dezembro de 1643. Participou do conclave de 1644, que elegeu o Papa Inocêncio X; deixou o conclave em 10 de setembro de 1644 por motivo de doença. Optou pelo título de S. Cecília, em 28 de setembro de 1648..
Morreu em Roma em 9 de abril de 1650, perto da 1h . Enterrado na igreja de S. Cecilia, Roma..